# Inguna Sudraba
Inguna Sudraba (ur. 21 listopada 1964 w Gulbene) – łotewska ekonomistka, polityk i urzędnik państwowy, w latach 2004–2013 audytor generalny Urzędu Kontroli Państwowej Republiki Łotewskiej (LRVK), posłanka na Sejm.

## Życiorys
W 1988 ukończyła ekonomię na Uniwersytecie Łotwy w Rydze, zaś w 1992 kurs ekonomii przy OECD oraz makroekonomii i polityki finansowej w Wiedniu. W 1994 brała udział w programie ekonomicznym na Georgetown University w USA. W 1995 ukończyła seminarium na temat zarządzania polityką fiskalną oraz zarządzania wydatkami publicznymi w Wiedniu.
W latach 1988–1992 była pracownikiem naukowym w instytucie badań rolniczo-przemysłowych. W 1994 kierowała wydziałem rozwoju społecznego i analiz w Ministerstwie Opieki Społecznej. W latach 1994–2003 pracowała w Ministerstwie Finansów. W ciągu 9 lat awansowała na stanowisko zastępcy sekretarza stanu. Pełniła także kierownicze funkcje w banku Parex. 22 grudnia 2004 została wybrana przez Sejm na przewodniczącą (generalnego audytora) Urzędu Kontroli Państwowej Republiki Łotewskiej, niezależnego organu zajmującego się kontrolą wydatków publicznych. Była wówczas kandydatką Partii Ludowej. 18 grudnia 2008 została wybrana na kolejną kadencję na tę funkcję.
Inguna Sudraba zaczęła aktywnie uczestniczyć w życiu politycznym Łotwy, wypowiadając się m.in. na tematy ustrojowe. W 2009 jej nazwisko pojawiło się wśród potencjalnych kandydatów na urząd premiera kraju, następnie zaś prezydenta państwa.
W styczniu 2013 Ingunę Sudrabę na stanowisku przewodniczącej Urzędu Kontroli Państwowej Republiki Łotewskiej zastąpiła Elita Krūmiņa. W styczniu 2014 założyła ruch polityczny Od Serca dla Łotwy, który później przekształciła w partię. W wyborach w 2014 uzyskała mandat posłanki na Sejm XII kadencji jako liderka listy własnego ugrupowania, które przekroczyło próg 5% uprawniający do udziału w podziale miejsc w parlamencie.